# De goalgetter
De goalgetter is het tweehonderdderde stripverhaal uit de reeks van Suske en Wiske. Paul Geerts en Marc Verhaegen maakten het samen.
Het werd gepubliceerd in De Standaard en Het Nieuwsblad van 17 maart 1990 tot en met 10 juli 1990. De eerste albumuitgave was in september 1990. Het kreeg volgnummer 225 in de Vierkleurenreeks.

## Personages
- Suske, Wiske met Schanulleke, tante Sidonia, de Voetbalster, voorzitter van de voetbalbond, Tim (vriendje van Suske), Lambik, Jerom, de pers, 'Tantefeer', Anne-Marie van Zwollem, Van Zwollem, voetballers, scheidsrechter, doelman, supporters, duivenmelker, agenten Lowie en Charel, gevangenisdirecteur

## Het verhaal
Suske steekt al zijn tijd in zijn nieuwe hobby, voetbal. Hij droomt ervan een beroemd voetballer te worden. Op een avond wordt hij in zijn slaapkamer bezocht door de Voetbalster: die belooft te zullen zorgen dat Suske een contract krijgt aangeboden als hij een beroemde speler verslaat. Suske krijgt een enorm bedrag en komt als topspeler in het nationale team. 
Wiske is jaloers, omdat alleen Suske aandacht krijgt van de toegestroomde pers. Niet veel later wordt er ingebroken in het huis van tante Sidonia. Niet alleen worden er spullen gestolen, ook Wiske blijkt ontvoerd te zijn. Schanulleke is niet meegenomen door de ontvoerder. Op televisie zien de anderen een oude bekende, Anne-Marie van Zwollem. Zij presenteert Boontje komt om zijn loontje. Ze vragen haar om hulp bij het terugvinden van Wiske. Als opvolger van Diane Fossey komt vader Van Zwollem met Anne-Marie mee. Anne-Marie denkt dat Wiskes ontvoerder uit is op losgeld van de nu rijke Suske. 
Tante Sidonia werpt zich inmiddels op als Suskes manager en doet zaken met de voorzitter van de voetbalbond. Jerom wordt Suskes bodyguard en Lambik wordt een trouwe supporter. Suske speelt alle andere voetballers eruit, en vooral de doelman is erg jaloers op zijn talent. 's Nachts krijgt Suske weer bezoek van de Voetbalster, die hem maant altijd fair te blijven spelen. Op terugweg van de training botsen Jerom en Suske tegen een wagen met varkens. Ze vinden een briefje waarop staat dat Suske per direct moet stoppen met voetballen, als hij Wiske levend terug wil zien. Van Zwollem achtervolgt Tantefeer, een geheimzinnige vermomde persoon die Wiskes ontvoerder lijkt te zijn. Tantefeer is klein van gestalte en draagt een enorme bril waardoor zijn gezicht geheel wordt bedekt. Van Zwollem krijgt Tantefeer nu niet te pakken. Later plaatst Van Zwollem een zendertje in Schanulleke, om zo Tantefeer te lokken. Het lukt Tantefeer inderdaad om Schanulleke te pakken, maar dan wordt Tantefeer door Van Zwollem toch weer uit het oog verloren. 
Suske speelt een fantastische wedstrijd, maar dit verloopt niet helemaal eerlijk. De Voetbalster zorgt er deze keer voor dat Suske zijn beslissende doelpunt mist. Suske speelt in de finale voor de wereldbeker. Lambik neemt vuurpijlen mee, die door Tantefeer stiekem worden verwisseld voor dynamiet. Suske speelt deze keer weer eerlijk en daardoor ook fantastisch goed. Als Lambik na de wedstrijd het vermeende vuurwerk afsteekt, heeft dit een zware explosie tot gevolg. Lambik wordt gearresteerd en opgesloten, op verdenking van terrorisme. 
Van Zwollem is Tantefeer weer op het spoor, maar wordt dan aangereden door zijn dochter Anne-Marie.  Anne-Marie waarschuwt de politie, die uitrukt op zoek naar Wiske en haar ontvoerder. De vliegende brigade ziet Tantefeer op de hei, en diens hutje wordt kort daarna omsingeld. Van Zwollem haalt de geheimzinnige Tantefeer naar buiten. Dan blijkt Tantefeer – tot ontzetting van iedereen – Wiske in vermomming te zijn: ze had uit jaloezie op Suskes grote populariteit alles in scène gezet. Iedereen is nu woedend op Wiske, maar Suske besluit haar desondanks te vergeven.
Suske besluit te stoppen met het topvoetbal; hij vindt het in stand houden van zijn vriendschap met Wiske belangrijker dan zijn voetbalcarrière. De voorzitter van de voetbalbond heeft alle begrip voor Suskes beslissing en belooft een goed woordje te zullen doen voor Lambik. De Voetbalster is trots op Suske, maar verdwijnt nu uit diens leven. Lambik wordt vrijgelaten, maar moet als straf wel de krater in het stadion dichtmaken. Wiske, die zich zwaar schuldig voelt, besluit Lambik te helpen.

## Achtergronden
- Dit was het eerste Suske en Wiske-verhaal waarin de tekeningen geheel van de hand van Marc Verhaegen waren. Ook het verhaalscenario was voor het eerst grotendeels opgesteld door Verhaegen.[1] Paul Geerts zorgde nog wel voor de grappen en dialogen.

- In 1999 kwamen er ook twee Friese uitgaven van het album, een van voetbalclub sc Heerenveen (Heerenveen) en een van Cambuur (Leeuwarden). De vertaling werd gedaan door Jan van Houten. Deze editie werd uitgegeven ter gelegenheid van de voetbalwedstrijd S.C. Heerenveen - Cambuur Leeuwarden van 26 november 1999. Tante Sidonia heet hier "muoike Sidonia", Anne-Marie van Zwollem heet "Welmoed van Swichum". Het tv-programma Boontje komt om zijn loontje heet Straf moat der wêze. In de Friese uitgave gaat het om de voetbalclubs sc Heerenveen en Cambuur (op de achterkant staat informatie over de clubs). De tekeningen zijn hier ook aangepast als de namen van clubs erin voorkomen, bijvoorbeeld bij het gevecht met de doelman gaat het in de Nederlandse editie om Blauw Zwart en de Reds.

## Varia
- Het albumformaat werd vanaf dit verhaal teruggebracht van 56 naar 48 pagina's.
- In het verhaal komt een verwijzing voor naar Gorillas in the Mist: The Story of Dian Fossey, een film uit 1988 over de Amerikaanse gorilla-expert Dian Fossey.
- Er wordt in het verhaal terloops verwezen naar de varkenspest, als Jerom en Suske tegen een vrachtwagen met varkens botsen.
- Van Zwollem roept als speurder steeds "Taratakadzin".
- De agenten Lowie en Charel verschenen eerder in De woelige wadden, dat net als De goalgetter in het Fries is vertaald. In het Fries heten de agenten Oebele en Wopke.
- Op 28 augustus 1990 overleed Willy Vandersteen, de oorspronkelijke bedenker van de strip. Die dag stond er in de Gooi en Eemlander een afbeelding uit dit album afgedrukt, waarbij alle figuren zijn flauwgevallen. Suske zegt: "Goeie genade, dit is nog erger dan een overlijdensbericht!"[2]